# 満田美紀
満田 美紀（みつだ みき、1992年4月6日 - ）は、日本の元女子プロボクサー。兵庫県たつの市出身。東洋大学附属姫路高等学校、高岡法科大学卒業。姫路木下ボクシングジム所属。第2代日本女子フェザー級王者。

## 来歴
小学校から打ち込んだ柔道で3段で実力をもち、大学では全国大会出場。
大学卒業後にボクシングに転向。
2016年3月20日、稲森綾子戦でデビューしKO勝利。
しかし、2戦目以降は奥田朋子、藤原芽子と交互に2戦ずつ対戦し4連敗。
2017年10月8日、広島のNTTクレドホールにて和田茜に判定で勝利再起。
2018年5月3日、森田綾をTKOで降し2連勝。
8月19日、石川県産業展示館にて神成麻美と対戦するが、3回TKO負け。
2019年2月10日、姫路ウインク武道館にて日本女子フェザー級王座挑戦者決定戦として福田香奈と対戦し、2回TKO勝利で挑戦権を獲得。
4月21日、前王者藤原芽子の返上により空位となった日本女子フェザー級王座決定戦で神成麻美と再戦。5回TKOで初タイトル獲得。
9月23日、東洋太平洋3階級制覇の三好喜美佳を迎え初防衛戦に挑むが、1-2の判定で敗れ王座陥落。
2020年12月13日、谷山佳菜子とノンタイトルで対戦するが、判定負け。
2022年3月2日に後楽園ホールにて谷山が持つ日本女子バンタム級王座に挑戦予定だったが、谷山が新型コロナウイルスに感染したため延期。延期となった試合は30歳の誕生日を過ぎた4月16日にエディオンアリーナ大阪に移して開催。0-3の判定で敗れる。
4月26日、現役引退を表明。

## 戦績
- 13戦5勝4KO8敗

## 獲得タイトル
- 第2代日本女子フェザー級王座（防衛0=陥落）